# Кубок Америки по волейболу 2005
5-й розыгрыш Кубка Америки по волейболу прошёл с 3 по 7 августа 2005 года в Сан-Леополду (Бразилия) с участием 6 национальных сборных команд стран-членов NORCECA и CSV. Победителем турнира впервые стала сборная США.

## Команды-участницы
- NORCECA: Канада, Куба, США.
- CSV: Аргентина, Бразилия, Венесуэла.

## Система проведения турнира
6 команд-участниц на предварительном этапе разбиты на две группы. По две лучшие команды из групп выходят в полуфинал плей-офф и по системе с выбыванием определяют призёров турнира.

## Предварительный этап

### Группа А
| М | Команда   | 1   | 2   | 3   | И | В | П | С/П | О |
| - | --------- | --- | --- | --- | - | - | - | --- | - |
| 1 | Бразилия  |     | 3:0 | 3:0 | 2 | 2 | 0 | 6:0 | 4 |
| 2 | Аргентина | 0:3 |     | 3:1 | 2 | 1 | 1 | 3:4 | 3 |
| 3 | Венесуэла | 0:3 | 1:3 |     | 2 | 0 | 2 | 1:6 | 2 |

3 августа: Бразилия — Аргентина 3:0 (25:21, 25:23, 25:19).
4 августа: Бразилия — Венесуэла 3:0 (25:21, 31:29, 25:19).
5 августа: Аргентина — Венесуэла 3:1 (25:23, 20:25, 25:22, 25:23).

### Группа В
| М | Команда | 1   | 2   | 3   | И | В | П | С/П | О |
| - | ------- | --- | --- | --- | - | - | - | --- | - |
| 1 | США     |     | 3:0 | 2:3 | 2 | 1 | 1 | 5:3 | 3 |
| 2 | Куба    | 0:3 |     | 3:0 | 2 | 1 | 1 | 3:3 | 3 |
| 3 | Канада  | 3:2 | 0:3 |     | 2 | 1 | 1 | 3:5 | 3 |

3 августа: Канада — США 3:2 (24:26, 25:17, 25:22, 22:25, 15:13).
4 августа: США — Куба 3:0 (25:17, 27:25, 27:25).
5 августа: Куба — Канада 3:0 (25:23, 25:17, 25:22).

## Плей-офф

### Полуфинал
6 августа
Бразилия — Куба 3:0 (25:20, 25:21, 25:11)
США — Аргентина 3:2 (25:22, 21:25, 25:22, 23:25, 15:10)

### Матч за 3-е место
7 августа
Куба — Аргентина 3:0 (28:26, 25:20, 25:17)

### Финал
7 августа
США — Бразилия 3:2 (27:25, 26:24, 21:25, 20:25, 15:11)

## Итоги

### Положение команд
| США            |
| Бразилия       |
| Куба           |
| 4. Аргентина   |
| 5—6. Канада    |
| 5—6. Венесуэла |

### Призёры
США: Дэвид Ли, Кайл Робинсон, Джеймс Польстер, Ричард Лэмбурн, Филлип Изертон, Дональд Саксо, Крис Сейфферт, Райли Сэлмон, Питер Олри, Томас Хофф, Кёрт Топпель, Дэвид МакКензи. Главный тренер — Хью Маккатчен.
  Бразилия: Марселиньо (Марсело Элгартен), Андре Эллер, Жиба (Жилберто Годой Фильо), Мурило Эндрес, Андре Насименто, Сержио Дутра Сантос, Андерсон Родригес, Самуэл Фукс, Густаво Эндрес, Родриго Сантана, Рикардиньо (Рикардо Гарсия), Данте Амарал. Главный тренер — Бернардиньо (Бернардо Резенде).
  Куба: Райдел Поэй, Томас Алдасабаль, Османи Хуанторена, Османи Камехо, Павел Пимьента, Генри Белл Сиснеро, Роберланди Симон, Райдел Корралес, Ориоль Камехо, Сирианис Мендес, Оделвис Доминико, Йоандри Диас. Главный тренер — Роберто Гарсия.

### Индивидуальные призы
MVP:  Данте Амарал
Лучший нападающий:  Райли Сэлмон
Лучший блокирующий:  Сантьяго Даррайду
Лучший на приёме:  Леонардо Патти
Лучший связующий:  Рикардиньо
Лучший либеро:  Ричард Лэмбурн
Самый результативный:  Данте Амарал